# Breakdown (1997)
Breakdown (br: Breakdown - Implacável Perseguição, pt: Avaria no Asfalto) é um filme de estrada americano dos gêneros ação, mistério e suspense, de 1997 dirigido e co-escrito por Jonathan Mostow, que teve a ideia do filme enquanto dirigia com sua esposa por Las Vegas. É estrelado por Kurt Russell, J.T. Walsh e Kathleen Quinlan. A trilha sonora original foi composta por Basil Poledouris. O filme foi produzido por Dino De Laurentiis e Martha De Laurentiis e lançado em 2 de maio de 1997 pela Paramount Pictures. É o filme final com Walsh a ser lançado em sua vida.
Breakdown foi a quarta vez em que Kurt Russell e J.T. Walsh atuaram no mesmo filme. Eles trabalharam juntos também em Tequila Sunrise (1988), Backdraft (1991) e Executive Decision (1996).
Breakdown estreou no primeiro lugar nas bilheterias com US$12,3 milhões. Após a abertura inicial para 2,108 cinemas, o filme posteriormente se expandiu para 2,348 cinemas e arrecadou um total de US$50,159,144 nos Estados Unidos e no Canadá.
Em 2014, a Time Out entrevistou vários críticos, diretores, atores e dublês para listar seus principais filmes de ação. Breakdown foi listada no 90º lugar nesta lista.

## Sinopse
Jeff e Amy Taylor se mudam para San Diego, Califórnia, dirigindo através do deserto. De repente o carro deles sofre uma pane e logo aparece um caminhoneiro que se prontifica a ajudá-los. Jeff decide não abandonar o carro, assim Amy decide pegar sozinha uma carona até um restaurante para poder chamar um guincho. Mas logo após a partida da esposa, Jeff resolve o problema do carro e vai ao encontro dela no restaurante de estrada. Porém, ninguém a viu lá e, ao tentar encontrá-la, localiza o caminhoneiro que deu carona a Amy, mas este nega conhecê-lo (inclusive diz isto para um policial) e afirma que não deu carona nenhuma. Desesperado, Jeff começa a entender que está envolvido em uma perigosa trama e que Amy foi seqüestrada.

## Elenco
| Ator             | Personagens         |
| ---------------- | ------------------- |
| Kurt Russell     | Jeff Taylor         |
| J.T. Walsh       | Red Barr / "Warren" |
| Kathleen Quinlan | Amy Taylor          |
| M.C. Gainey      | Earl                |
| Jack Noseworthy  | Billy               |
| Rex Linn         | Xerife Boyd         |
| Ritch Brinkley   | Al                  |
| Moira Harris     | Arleen              |
| Kim Robillard    | Deputado Len Carver |
| Thomas Kopache   | Calhoun             |
| Jack McGee       | Bartender           |
| Vincent Berry    | Deke                |
| Helen Duffy      | Flo                 |

## Produção
Breakdown foi filmado em Sacramento, Califórnia, Victorville, Califórnia, Pyramid Lake (Los Angeles County, Califórnia) , Moab, Utah, e Sedona, Arizona.